# Ashtart Tholus
L'Ashtart Tholus è una struttura geologica della superficie di Venere.